# ボビー・ベルナ
ボビー・ベルナ（Bobby Berna、1961年5月19日 - ）は、フィリピンの元プロボクサー。ケソン出身。元IBF世界スーパーバンタム級王者。

## 来歴
1979年8月13日、プロデビュー。2回KO勝ちを収めた。
1980年12月13日、ジュン・ディアマンテと対戦し10回2-1の判定勝ちを収めた。
1981年2月28日、フィリピンGABバンタム級王者ロナルド・スマリスと対戦し、11回KO勝ちを収め王座獲得に成功した。
1981年4月1日、ウィリアム・デヴォロスと対戦し、10回引き分けに終わった。
1981年8月16日、レオ・カキと対戦し、10回判定勝ちを収めた。
1981年10月31日、フラッシュ・ジャグドンと対戦し、10回判定負けを喫した。
1982年5月29日、フェル・マラタンと対戦し、5回TKO勝ちを収めフィリピンGAB王座の初防衛に成功した。
1983年6月15日、ロサンゼルスのオリンピック・アウディトリウムでウイルフレド・ゴメスの返上に伴い空位となったWBC世界スーパーバンタム級王座決定戦をハイメ・ガルサと行い、2回1分53秒TKO負けを喫し王座獲得に失敗した
1983年12月4日、ソウルで徐聖仁とIBF世界スーパーバンタム級初代王座決定戦を行い、10回TKO勝ちを収め王座獲得に成功した。
1984年4月15日、徐聖仁と4ヶ月ぶりに対戦し、10回TKO負けを喫し初防衛に失敗し、王座から陥落した。
1985年6月28日、IBF世界スーパーバンタム級王者金知元と対戦し、3回にダウンを奪ったもののすぐに奪い返され4回にダウンを追加されてそのままカウンテッドアウトで試合終了。4回1分9秒逆転KO負けを喫し、1年6か月ぶりの王座返り咲きに失敗した。
1986年6月24日、ファン・パレダスと対戦し、10回判定勝ちを収めた。
1988年9月13日、アンドレ・スミスと対戦し、2回にダウンを奪うもまたしてもすぐに奪い返されそのまま試合終了。2回KO負けを喫した試合を最後に、現役を引退した。

## 獲得タイトル
- フィリピンGABバンタム級王座
- 初代IBF世界スーパーバンタム級王座（防衛0）